# Mario Holek
Mario Holek (Brno, República Checa, 28 de octubre de 1986) es un futbolista checo. Juega de centrocampista.

## Biografía
Holek empezó su carrera profesional en un equipo de su ciudad natal, el 1. FC Brno. Con este equipo debutó en la Gambrinus liga, aunque no fue hasta su segunda temporada en el club. Su debut oficial en primera se produjo el 10 de abril de 2005 en un partido contra el Slovan Liberec. Holek no marcó un gol en liga hasta la siguiente temporada, el 9 de abril de 2006.
En enero de 2008 de marcha a jugar a la Liga premier de Ucrania con el FC Dnipro Dnipropetrovsk, equipo que pagó por el alrededor de 2 millones de euros.

### Selección nacional
Ha sido internacional con la Selección de fútbol de la República Checa en 7 ocasiones. Su debut como internacional se produjo el 6 de febrero de 2008.

## Clubes
| Club                     | País            | Año       |
| ------------------------ | --------------- | --------- |
| 1. FC Brno               | República Checa | 2003-2008 |
| FC Dnipro Dnipropetrovsk | Ucrania         | 2008-2011 |
| Sparta Praga             | República Checa | 2012-2017 |